# Jay Kay
Jason Luís "Jay" Kay (geboren als Jason Luís Cheetham; Stretford, Trafford, 30 december 1969) is een Engelse muzikant. Hij is leadzanger en schrijver van de band Jamiroquai.

## Jeugd
Kay is geboren in een niet-religieus gezin bestaande uit zijn Joodse moeder Karen Kay, een cabaretzangeres, comédienne en impressionist, en stiefvader James Royal. Hij ontmoette zijn biologische vader, een Portugese man genaamd Luís Silveira, pas in 2001. Hij ging naar school in Colchester en Rutland. Op dertienjarige leeftijd zat hij zes maanden bij zijn stiefvader in Thailand.
Na zijn terugkomst veranderde hij zijn leven en begon hij demo's op te nemen met zijn drumcomputer. In die tijd bedacht hij de naam Jamiroquai voor een mogelijke band, gebaseerd op de naam van een indianenstam genaamd de Iroquois en "jam" van het woord jammen, alsook het Buffalo Man-logo. Zijn demo's werden al snel opgemerkt door het muzieklabel Acid Jazz en Kay kreeg een platencontract.

## Carrière
Kay begon Jamiroquai met bandleden Toby Smith (keyboard), Stuart Zender (basgitaar), Nick Van Gelder (drums) en Wallis Buchanan (didgeridoo), samen met gastoptredens van Gavin Dodds (gitaar) en Maurizio Ravelico (percussie), zowel op hun debuutalbum als op hun eerste tournee.
Jamiroquai heeft meer dan twintig miljoen albums verkocht en heeft sinds 1992 in totaal 162 weken op de UK singles chart gestaan.
Na het enorme succes van Jamiroquais eerste single, When You Gonna Learn, werd een platencontract getekend met Sony Records, goed voor acht albums en 1,9 miljoen dollar. Het eerste album van de band, Emergency on Planet Earth, verkocht goed en het unieke geluid van Jamiroquai werd al snel duidelijk.
Hun grootste hit was Virtual Insanity van het album Travelling Without Moving uit 1996.
Jamiroquais vierde album Synkronized is opgenomen in Kays thuisstudio in zijn 500-jaar oude huis in Buckinghamshire. Hoewel de pers gewoonlijk aandacht besteedt aan Kays passie voor auto's, zijn huis en zijn liefdesleven, heeft Kay een groot deel van zijn geld geschonken aan Greenpeace, Friends Of The Earth en liefdadigheid voor daklozen. De hoofdzakelijke reden dat zijn boodschap sterk in de muziek naar voren komt is dat alle aspecten van hun werk door Kay moeten worden goedgekeurd, waaronder hoesontwerpen.
Kay heeft eerder gezegd dat hij en zijn band nog graag 15 tot 20 jaar door willen gaan met muziek maken. In februari 2007 werd echter gezegd dat Kay stopte met muziek maken vanwege een gebrek aan inspiratie. Dit werd de dag daarna ontkracht op de webpagina van Jamiroquai.

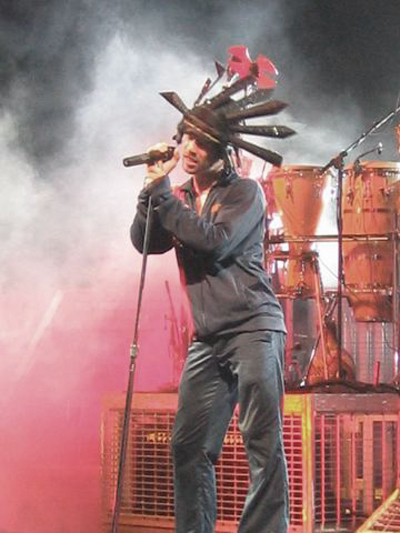
Optreden met Jamiroquai

## Persoonlijk leven
De media berichten vaak over de relaties van Kay. Kay heeft relaties gehad met een aantal bekende personen, waaronder Winona Ryder en Denise van Outen.
In november 2006 zei de roddelpers dat Kay een relatie had met Emmerdale-actrice Amy Nuttall.
Jay Kay heeft naast zijn huis in Buckinghamshire ook huizen in Westminster (London) en Gairloch. Hij is een groot fan van Manchester City FC.

## Confrontaties met paparazzi
Kay heeft een vijandige relatie met persfotografen.
- In 2001 werd hij aangeklaagd vanwege het aanvallen van een fotograaf en het vernielen van diens camera.[bron?] De aanklacht is later ingetrokken.
- In 2002 was Kay betrokken in een confrontatie met een andere cameraman in Londen.[bron?]
- Op 12 september 2006 sloeg Kay twee fotografen bij een club in Londen.[bron?]

## Auto's
Hoewel hij zichzelf als milieubewust omschrijft, heeft Kay een sterke interesse in bijzondere auto's en bezit ongeveer 25 luxeauto's - hoofdzakelijk sportauto's. Zijn liefde voor auto’s was te zien op de hoes van het album "Travelling Without Moving", waar een afbeelding van "Buffalo Man" en het Ferrari-logo op te zien waren. Drie van zijn auto's waren te zien in de videoclip van het nummer "Cosmic Girl". In totaal heeft hij 37 auto's inclusief wat hij noemt "stafauto's".
"Ik heb een aantal Ferrari's gehad" zegt Kay. Op dit moment heeft hij er vijf, waaronder zijn nieuwste auto, een LaFerrari. Kay heeft ook een Enzo, F40 en een F50 gehad. Het nummer "Black Devil Car" op het album "Dynamite" is een eerbetoon aan zijn zwarte Ferrari Enzo.
Kays liefde voor snelle auto's heeft hem een aantal keer in de problemen gebracht. In mei 1998 verloor Kay zijn rijbewijs voor 42 dagen omdat hij 180 km/u reed. In een interview zei hij, "ik moet mezelf gelukkig prijzen. Ik heb 280 km/u gereden op een openbare weg. Als ik toen gepakt was zou ik de gevangenis in zijn gegaan." In 2004 moest hij in Schotland voorkomen omdat hij 170 km/u reed in een Mercedes-Benz G-Klasse waar 110 was toegestaan. Hij mocht toen zes maanden niet rijden.
In 2007 deed Kay mee aan de Gumball 3000 met Team Adidas in een Maserati Quattroporte.
Kay heeft de snelste ronde gereden in Top Gears 'Star in a Reasonably-Priced Car', waarbij hij het vorige record van Simon Cowell verbrak dat twee seizoenen stond. Hij reed de ronde in 1 minuut 45.81 seconden.

## Tv-optredens
Kay trad op in een aflevering van de BBC-serie The Naked Chef samen met kok Jamie Oliver. In deze aflevering is Jays Bentley S3 Cabrio te zien als de twee naar een wijnwinkel gaan.
Kay is tweemaal te gast geweest in Top Gear voor het onderdeel 'Star in a Reasonably Priced Car'. Hij was te gast in de tweede aflevering ooit en in aflevering 6 van het elfde seizoen. In oktober 2009 staat hij nog steeds op de eerste plaats in Top Gears 'Star in a Reasonably Priced Car' ranglijst.

## Hoofddeksels

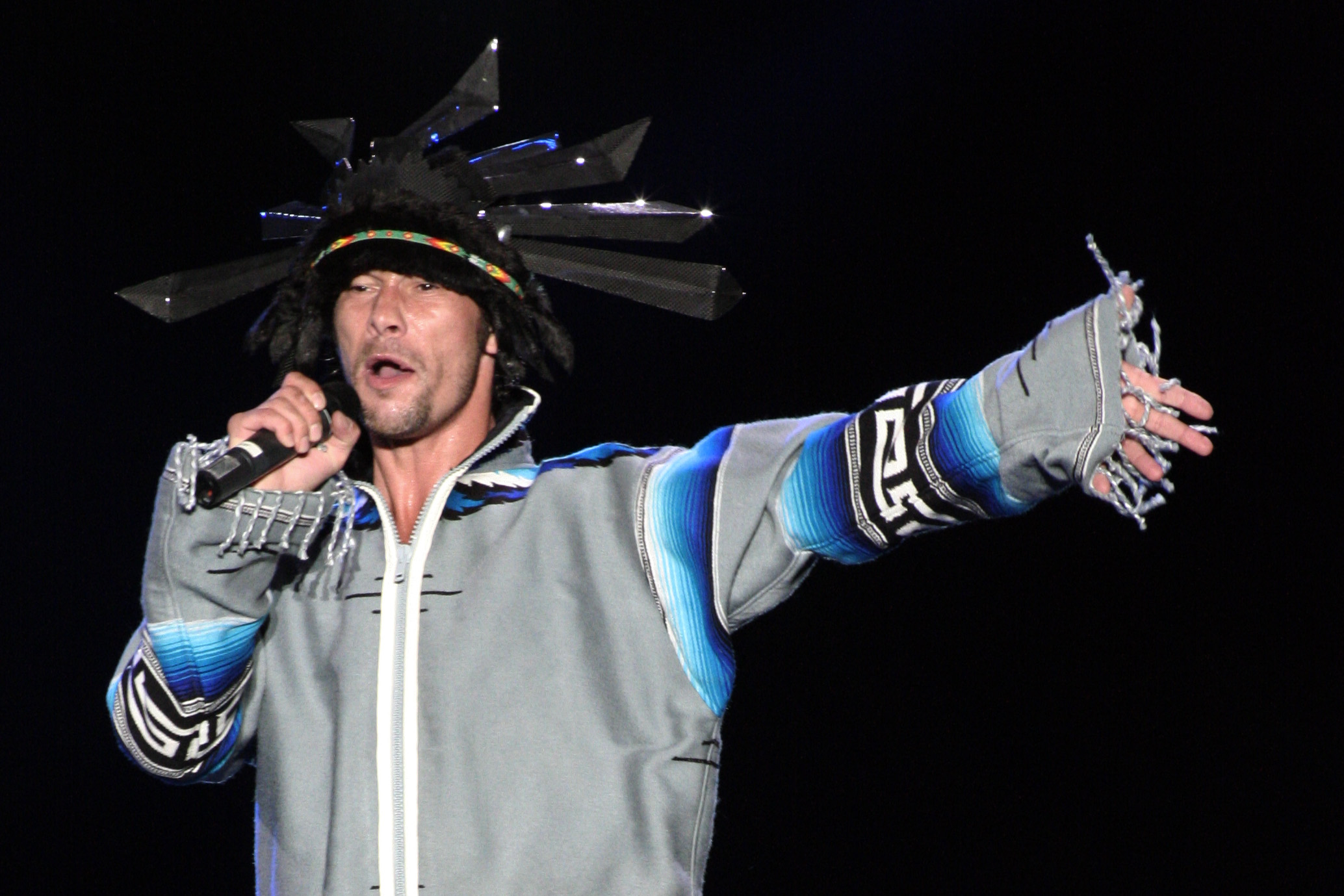
Kay met hoed tijdens een concert.

Kay is bekend om zijn collectie hoeden, die hij vaak draagt. Er wordt gezegd dat hij meer dan 50 verschillende hoeden heeft die hij tijdens concerten en in het openbaar draagt. Sommige daarvan zijn gemaakt door zijn moeder.